# Napoleone Orsini (condottiero)

Stemma Orsini di Bracciano

(Giuseppe Tomassetti)
Napoleone Orsini, VII conte di Tagliacozzo e II signore di Bracciano (1420 circa – 3 ottobre 1480), è stato un nobile e condottiero italiano.

## Biografia
Figlio del conte Carlo Orsini, del ramo di Bracciano, e di Paola Geronima Orsini, sposò Francesca Orsini di Monterotondo, dalla quale ebbe un figlio, Gentile Virginio.
Nel 1452 partecipò, insieme al duca di Calabria, alle lotte contro Firenze e il duca di Milano. Partecipò, sempre in quell'anno, all'assedio di Foiano della Chiana e, per un mese e mezzo, a quello di Castellina in Chianti.
Il 20 aprile 1455 radunò tremila armati per entrare in Laterano con Everso degli Anguillara, durante l'incoronazione di papa Callisto III, per risolvere la controversia per il possesso della contea marsicana di Tagliacozzo, ma il cardinale Latino Orsini, suo fratello, riuscì a farlo desistere.
Prese parte alle successive lotte delle fazioni degli Orsini contro i Colonna, i Borgia ed Everso degli Anguillara. Nel 1458 papa Pio II riuscì a porre fine alla lotta tra Napoleone ed Everso. Successivamente però Napoleone ricevette l'appoggio di Pio II contro Everso, che contestava a quest'ultimo il possesso di Vico presso l'omonimo lago.
Nel 1461, come condottiero di Pio II, andò a trattenere Sigismondo Malatesta, che si dirigeva in Abruzzo per favorire Giovanni d'Angiò contro Ferdinando I di Napoli, protetto dal papa. Riuscì nell'impresa e dopo aver sconfitto il Malatesta a Mondolfo, entrò nel Regno di Napoli l'anno 1462.
Fu nominato Capitano Generale Pontificio, grazie a un'opera di polizia con la quale aveva fatto arrendere le tredici rocche di Everso, e con questa carica rappresentò l'esercito pontificio di Pio II contro Roberto Malatesta, signore di Rimini. Il papa voleva prendere possesso di Rimini, ma il 30 agosto 1469 Napoleone venne sconfitto tra Virgiliano e Sant'Arcangelo dalle truppe di Malatesta e Montefeltro; gravemente ferito durante la battaglia, non riuscì a impedire la cattura del figlio Gentile Virgilio.
Negli anni seguenti partecipò a poche azioni militari, in compenso nel 1470, con il figlio, avviò la trasformazione della rocca di Bracciano in un maestoso castello.
Nel suo nuovo castello ospitò gli ambasciatori francesi e i plenipotenziari della lega che vedeva alleati Firenze, Venezia, Milano e Ferrara; da quella riunione si levò una protesta contro la corruzione della Curia Romana e in particolare contro papa Sisto IV che visitò il castello nel 1478 e nel 1481.
Napoleone morì il 3 ottobre 1480.

## Discendenza
Napoleone Orsini si sposò con Lucrezia Orsini, figlia di Orso Orsini, signore di Monterotondo, e Lucrezia Conti, dalla quale ebbe otto figli:
- Gentile Virginio Orsini, che sin da giovane fu avviato alla carriera militare e nel 1480, in seguito alla morte del padre, gli successe in tutti i feudi, che perdette poi nel 1481 quando gli vennero confiscati da Fabrizio I Colonna;
- Giustina, nel 1462 sposò nel 1462 Stefano Sciarra Colonna, signore di Palestrina;
- Brigida, la quale sposò Camillo Orsini, signore di Lamentana;
- Angela;
- Eleonora, che sposò Nicola Caetani, signore di Sermoneta;
- Bartolomea, che sposò il conte Bartolomeo d'Alviano;
- Ippolita, che sposò il conte Girolamo Tuttavilla;
- Bartolomeo.